# Wielki Kuntersztyn
Wielki Kuntersztyn (niem. Gross Kunterstein) – osiedle mieszkaniowe Grudziądza, położone na północny wschód od Śródmieścia.

## Historia
Dawniej wieś, początkowo razem z Małym Kuntersztynem tworzyła miejscowość Kuntersztyn (według zapisów archiwalnych z 1633 roku – Konterstein). Miejscowość miała powierzchnię 2 włók. W 1667 roku należała do kościoła katolickiego w Grudziądzu. W połowie XVIII w. miejscowość została podzielona na Wielki i Mały Kuntersztyn.
W 1748 roku Wielki Kuntersztyn miał powierzchnię 9 włók. W 1833 roku 8 włók dotychczas dzierżawionej miejscowości zostało przyznane siedmiu dzierżawcom na własność. Byli oni zobowiązani do usuwania zielska i czyszczenia kanału Trynka, dbania o groble oraz mosty na odcinku do Tarpna. W 1900 roku wieś została przyłączona do Grudziądza.